# Estació de Planès
Planès és una estació de ferrocarril de la línia de tren groc situada a la comuna del mateix nom, a la comarca del Conflent, de la Catalunya del Nord.
L'estació és situada a l'angle nord-oest del terme comunal, al nord-oest, també, dels nuclis de població del poble de Planès. És a un quilòmetre de Planès de Dalt, i no hi cap vial que meni a l'estació, només una estreta pista local des del poble de Planès, a uns vint minuts a peu. A uns vuit-cents metres de l'estació hi ha l'espectacular Pont Gisclard sobre la Tet.

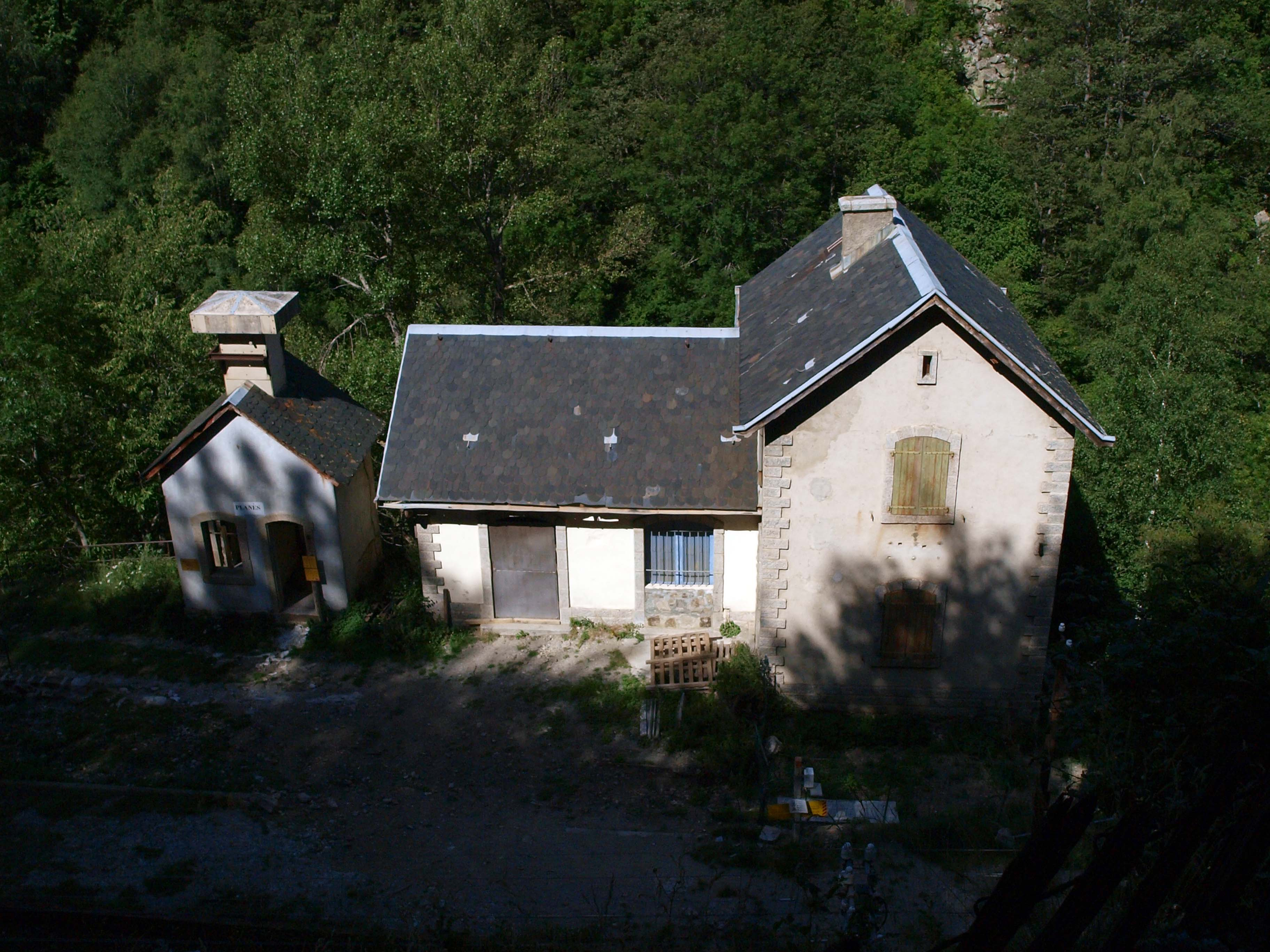
Edifici de l'estació

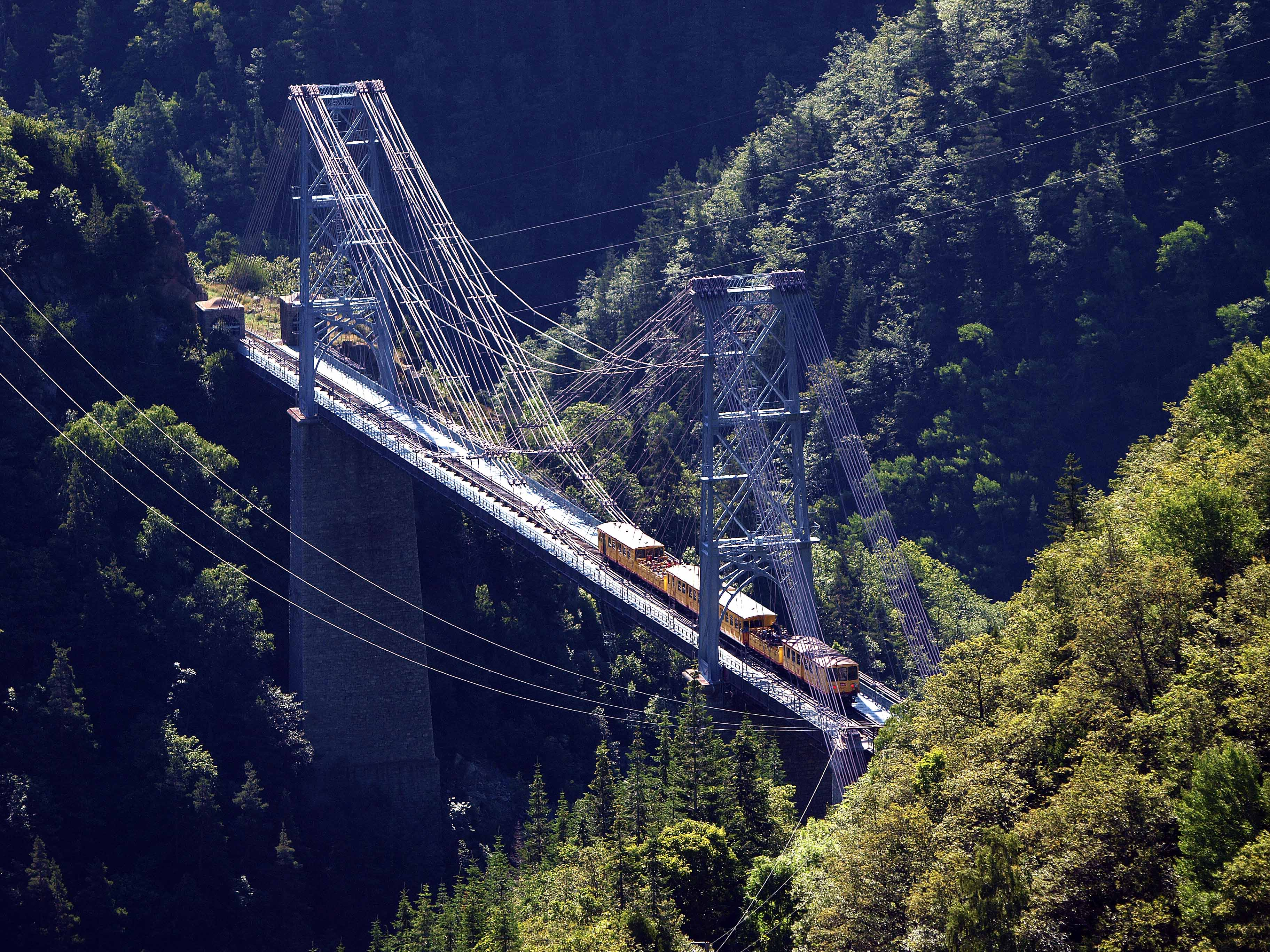
El Pont Gisclard, proper a l'estació

L'edifici no és obert al públic, però si habitat. No hi ha cap lloc on arrecerar-se, i només té un cartell informatiu amb els horaris del tren groc. L'aturada del tren, com en altres baixadors de la línia, és facultativa, i cal demanar-la amb antelació.
| Procedència/Destinació                  | <     | Línia     | >                        | Procedència/Destinació    |
| --------------------------------------- | ----- | --------- | ------------------------ | ------------------------- |
| : Transport express régional            |       |           |                          |                           |
| Vilafranca de Conflent - Vernet - Fullà | Sautó | Tren groc | Montlluís - La Cabanassa | La Tor de Querol - Enveig |